# Bangladesh op de Olympische Zomerspelen 2024
Bangladesh nam deel aan de Olympische Zomerspelen 2024 in Parijs, Frankrijk.

## Aantal Deelnemers
Hieronder volgt een overzicht van de atleten die deelnamen aan de Olympische Zomerspelen van 2024.
| Sport        | Mannen | Vrouwen | Totaal |
| ------------ | ------ | ------- | ------ |
| Atletiek     | 1      | 0       | 1      |
| Boogschieten | 1      | 0       | 1      |
| Schietsport  | 1      | 0       | 1      |
| Zwemmen      | 1      | 1       | 2      |
| Totaal       | 4      | 1       | 5      |

## Deelnemers en Resultaten

### Atletiek

#### Loopnummers
Mannen
| atleet         | onderdeel | voorronde | voorronde | series         | series         | herkansingen | herkansingen | halve finale   | halve finale   | finale         | finale         |
| atleet         | onderdeel | tijd      | rang      | tijd           | rang           | tijd         | rang         | tijd           | rang           | tijd           | rang           |
| -------------- | --------- | --------- | --------- | -------------- | -------------- | ------------ | ------------ | -------------- | -------------- | -------------- | -------------- |
| Imranur Rahman | 100 m     | 10,73 SB  | 6         | niet geplaatst | niet geplaatst | n.v.t.       | n.v.t.       | niet geplaatst | niet geplaatst | niet geplaatst | niet geplaatst |

### Boogschieten
Mannen
| atleet         | onderdeel   | plaatsingsronde | plaatsingsronde | eerste ronde         | tweede ronde         | derde ronde          | kwartfinale          | halve finale         | finale / BM          | finale / BM    |
| atleet         | onderdeel   | score           | rang            | tegenstander uitslag | tegenstander uitslag | tegenstander uitslag | tegenstander uitslag | tegenstander uitslag | tegenstander uitslag | rang           |
| -------------- | ----------- | --------------- | --------------- | -------------------- | -------------------- | -------------------- | -------------------- | -------------------- | -------------------- | -------------- |
| Md Sagor Islam | individueel | 652             | 45              | Nespoli V 0 - 6      | niet geplaatst       | niet geplaatst       | niet geplaatst       | niet geplaatst       | niet geplaatst       | niet geplaatst |

### Schietsport
Mannen
| atleet          | onderdeel        | kwalificaties | kwalificaties | finale         | finale         |
| atleet          | onderdeel        | punten        | rang          | punten         | rang           |
| --------------- | ---------------- | ------------- | ------------- | -------------- | -------------- |
| Md Robiul Islam | 10 m luchtgeweer | 624,2         | 43            | niet geplaatst | niet geplaatst |

### Zwemmen
Mannen
| atleet            | onderdeel        | series | series | halve finale   | halve finale   | finale         | finale         |
| atleet            | onderdeel        | tijd   | rang   | tijd           | rang           | tijd           | rang           |
| ----------------- | ---------------- | ------ | ------ | -------------- | -------------- | -------------- | -------------- |
| Samiul Islam Rafi | 100 m vrije slag | 53,10  | 69     | niet geplaatst | niet geplaatst | niet geplaatst | niet geplaatst |

Vrouwen
| atlete       | onderdeel       | series | series | halve finale   | halve finale   | finale         | finale         |
| atlete       | onderdeel       | tijd   | rang   | tijd           | rang           | tijd           | rang           |
| ------------ | --------------- | ------ | ------ | -------------- | -------------- | -------------- | -------------- |
| Sonia Khatun | 50 m vrije slag | 30,52  | 64     | niet geplaatst | niet geplaatst | niet geplaatst | niet geplaatst |